# Hollis (Oklahoma)
Hollis – miasto w Stanach Zjednoczonych, w stanie Oklahoma, w hrabstwie Harmon.